# Team Milram
A Team Milram (UCI csapatkód: MRM) egy német (korábban olasz) profi kerékpárcsapat. 2010 végén a csapat megszűnt.

## Külső hivatkozások
Hivatalos oldal